# 巴赫切
巴赫切是土耳其的城鎮，由奧斯曼尼耶省負責管轄，位於該國南部，面積212平方公里，海拔高度648米，鎮上的風力發電場可輸出135兆瓦電力，2010年人口13,111。

## 外部連結
- District governor's official website （页面存档备份，存于） （土耳其文）
- District municipality's official website （页面存档备份，存于） （土耳其文）